# Золотые выходы
«Золотые выходы» (англ. Golden Exits) — американский независимый драматический художественный фильм, снятый режиссёром Алексом Россом Перри по собственному сценарию в 2017 году. Главные роли исполнили Эмили Браунинг, Адам Хоровитц, Мэри-Луиз Паркер, Лили Рэйб и Джейсон Шварцман. 
Мировая премьера состоялась на кинофестивале Сандэнс 22 января 2017 года, где фильм бы номинирован на главный приз жюри, также через некоторое время он был показан на Берлинском кинофестивале. Компания Sony Pictures Worldwide Acquisitions купила права на международный показ фильма, в то время как Stage 6 Films приобрела права на распространение фильма в США.

## Сюжет
В центре событий оказываются две семьи, члены которых живут и работают в восточной части Кэррол Гарденс (один из районов Бруклина, Нью-Йорк). За внешним благополучием скрывается тоска и безнадёжность, которые вскрываются, когда к одной из семей приезжает студентка по обмену из Австралии Наоми. Она нарушает хрупкое равновесие двух семей, с которыми оказывается тесно связанной.

## В ролях
- Эмили Браунинг — Наоми
- Адам Хоровитц — Ник
- Мэри-Луиз Паркер — Гвендолин
- Лили Рэйб — Сэм
- Джейсон Шварцман — Бадди
- Хлоя Севиньи — Алисса
- Анали Типтон — Джесс
- Кейт Лин Шейл — пациентка

## Производство
В мае 2016 года стало известно, что режиссёр Алекс Росс Перри снимет свой пятый полнометражный фильм под названием Golden Exits, в котором снимутся такие актёры, как Эмили Браунинг, Адам Хоровитц, Мэри-Луиз Паркер, Лили Рэйб, Джейсон Шварцман, Хлоя Севиньи и Анали Типтон.
Съёмки фильма заняли всего 15 дней.

## Критика
Фильм получил преимущественно положительные отзывы от критиков.